# Georges Mauloy
Louis Léon Georges Rius dit Georges Mauloy, né  le 4 janvier 1875 à Soissons (Aisne) et mort le 8 mars 1942 à Paris (13e), est un acteur français.

## Biographie
Georges Mauloy est le neveu de l'architecte Alfred Chapon.

## Filmographie
- 1913 : Le Trait d'union de Henri Pouctal
- 1913 : Colette - réalisation anonyme - court métrage (750 m)
- 1917 : La Distance de Robert Boudrioz (1 310 m)
- 1917 : Honneur d'artiste de Jean Kemm (1 580 m) - Philippe de Pierreport
- 1917 : Sous la griffe de Albert Dieudonné (1 410 m) - Le banquier Lebrun
- 1917 : Un homme passa de Henry Roussel (1 600 m)
- 1918 : La Faute d'orthographe de Jacques Feyder
- 1918 : Frères de Maurice Rémon (1 335 m) - M. Taverny
- 1918 : La Maison d'argile de Gaston Ravel (1 610 m) - M. Armières
- 1919 : En quatrième vitesse de Marcel Simon (1 483 m) - M. Dancelin
- 1919 : Une étoile de cinéma de René Plaissetty (1 425 m) - M. Darfeuilles
- 1920 : Le Mont maudit de Paul Garbargui
- 1920 : Vers l'argent de René Plaissetty (1 400 m) - Paul Chauvigny
- 1920 : William Baluchet, roi des détectives de Gaston Leprieur (3 270 m), tourné en 5 épisodes : Le testament de la comtesse de Pressac, Les mystères de Passy, Jours d'angoisse, L'homme aux trois visages, Le voile se déchire - William Baluchet, détective
- 1921 : L'Affaire du train 24 de Gaston Leprieur - Film tourné en 8 épisodes - William Baluchet
- 1921 : Les ailes s'ouvrent de Guy du Fresnay (1 600 m) - Le marquis de Queyras
- 1922 : L'Écran brisé de René d'Auchy (1 265 m) - Jacques Monrevel
- 1926 : La Fin de Monte-Carlo de Mario Nalpas et Henri Etievant - Le directeur du casino
- 1930 : Big House de Paul Fejos et Georges Hill - Le directeur de la prison
- 1930 : Le Chanteur de Séville de Yvan Noé et Ramon Novarro - Esteban
- 1930 : Contre-enquête de Jean Daumery - Benson
- 1930 : Le Père célibataire de Arthur Robison
- 1930 : Si l'empereur savait ça de Jacques Feyder - Le prince d'Ettingen
- 1930 : Une femme a menti de Charles de Rochefort
- 1931 : Coiffeur pour dames de René Garcia
- 1931 : Le Procès de Mary Dugan de Marcel de Sano
- 1932 : Fantômas de Paul Fejos - Le professeur Gabriel
- 1932 : Le Gamin de Paris de Gaston Roudès - Le général gérard
- 1932 : Roger La Honte de Gaston Roudès - Le commissaire, aux délégations
- 1932 : Jenny Lind d'Arthur Robison
- 1933 : Ces messieurs de la Santé de Pierre Colombier - Le directeur de la police
- 1933 : Il était une fois de Léonce Perret - Le docteur Samwood
- 1933 : Liebelei / Une histoire d'amour de Max Ophüls - Le colonel
- 1933 : Les Misérables de Raymond Bernard - Film tourné en trois époques - Le président des assises
- 1933 : Primerose de René Guissart
- 1933 : La Robe rouge de Jean de Marguenat - Le procureur général
- 1934 : La Maison du mystère de Gaston Roudès
- 1934 : Le Billet de mille de Marc Didier
- 1934 : Le Bonheur de Marcel L'Herbier - Le président des assises
- 1935 : Aux jardins de Murcie de Max Joly et Marcel Gras - Le docteur
- 1935 : Jérôme Perreau, héros des barricades de Abel Gance - M. Laporte
- 1935 : La Marraine de Charley de Pierre Colombier
- 1935 : Napoléon Bonaparte de Abel Gance - Crécy
- 1935 : Tovaritch de Jacques Duval, Jacques Tarride, Germain Fried et Victor Trivas - Chaufourrier-Dubieff
- 1937 : L'Affaire Lafarge de Pierre Chenal - Le directeur de la prison
- 1937 : Ces dames aux chapeaux verts de Maurice Cloche
- 1937 : Les Hommes de proie de Willy Rozier
- 1937 : Mollenard / Capitaine Corsaire de Robert Siodmak
- 1938 : Le Petit Chose de Maurice Cloche - Le principal
- 1939 : La Charrette fantôme de Julien Duvivier - Un pasteur
- 1939 : Le Corsaire de Marc Allégret - Film resté inachevé
- 1939 : L'Homme du Niger de Jacques de Baroncelli - François Mourrier
- 1939 : Yamilé sous les cèdres de Charles d'Espinay - Le père maronite
- 1941 : Andorra ou les hommes d'airain de Émile Couzinet - Le supérieur
- 1941 : L'Assassinat du Père Noël de Christian-Jaque - Le curé
- 1941 : La Duchesse de Langeais de Jacques de Baroncelli - Le duc de Grandieu
- 1941 : Premier Rendez-vous de Henri Decoin - Le directeur du collège
- 1941 : La Symphonie fantastique de Christian-Jaque - Le doyen des académies
- 1941 : Le Valet maître de Paul Mesnier - Le comte de Bossons

## Théâtre
- 1913 : Mon bébé de Maurice Hennequin, Théâtre des Bouffes Parisiens
- 1913 : Les Requins de Dario Niccodemi, Théâtre du Gymnase
- 1921 : Le Caducée d'André Pascal, Théâtre de la Renaissance, Théâtre du Gymnase
- 1921 : La Tendresse d'Henry Bataille, Théâtre du Vaudeville
- 1921 : La Possession d'Henry Bataille, Théâtre de Paris
- 1922 : L'Insoumise de Pierre Frondaie, Théâtre Antoine
- 1931 : Le Cyclone de Somerset Maugham, mise en scène Jacques Baumer, Théâtre des Ambassadeurs
- 1932 : Il était une fois... de Francis de Croisset, mise en scène Harry Baur, Théâtre des Ambassadeurs
- 1934 : Liberté provisoire de Michel Duran, mise en scène Jacques Baumer, Théâtre Saint-Georges